# Agustín Cosío y Alzamora
Agustín Cosío y Alzamora fue un político peruano.
En diciembre de 1814 en Arequipa durante La rebelión del Cusco, se eligió a Agustín Cosió y Alzamora por primer Intendente de Arequipa, y al Marqués de Villahermosa (Francisco de los Ríos y Tamayo de Mendoza) por segundo. Poco después, se nombró a José María Corbacho y Abril.  Estas autoridades firmaron bajo el término de “Gobierno Triuno” y a partir de esa fecha como “Año 1° de la Livertad Peruana.”
En septiembre de 1824, tras la llegada al Cusco de batallones de los ejércitos libertadores rumbo a la batalla de Ayacucho. Tras la victoria, el 26 de diciembre ingresó a la ciudad el nuevo prefecto del Cusco Agustín Gamarra quien fue recibido entre honores en la ciudad. Luego de ello, Gamarra estableció la conformación de la primera municipalidad republicana del Cusco. Este municipio estuvo conformado por Pablo Astete y Juan Tomás Moscoso como alcaldes, Vicente Peralta, Miguel Coraza, Pedro Astete, Diego Calvo, Francisco Artajona, Agustín Cosio y Alzamora, Francisco Pacheco, Ramón Dianderas, Pablo de la Mar y Tapia, Juan Egidio Garmendia, Felipe Loaiza, Manuel Orihuela, Isidro Echegaray, Francisco Tejada y Luis Arteaga como regidores, y Toribio de la Torre y José Maruri de la Cuba como síndicos procuradores.
En enero de 1825 fue parte de la Junta de Calificación establecida en el Cusco por Simón Bolívar para distribuir empleos entre los ciudadanos calificados por su probidad, aptitudes y servicios. Esta junta fue presidida por Benito Laso e integrada por Cosío, Toribio Salas, Juan de Mata Chacón y Becerra, Justo Sahuaraura, José Feijoó, Juan Béjar, Bartolomé Arregui y Martín Gavino Concha.
Fue miembro del Congreso General Constituyente de 1827 por la provincia de Cusco. Dicho congreso constituyente fue el que elaboró la segunda constitución política del país.